# Elements (Ludovico Einaudi)
Elements è un album di Ludovico Einaudi pubblicato il 16 ottobre 2015.
L'album vede la collaborazione artistica di Mauro Refosco e della Amsterdam Sinfonietta.
Nella sua versione "deluxe" è composto da 15 tracce comprese tre variazioni su brani dell'album stesso.
Il 14 agosto 2015 viene pubblicato il video di Night.

## Descrizione
L'album prende ispirazione da elementi della natura, con ogni traccia che evolve da un piccolo gesto o motivo, evocando un viaggio attraverso pensieri e sentimenti frammentati. Dice Einaudi: "Ho visto nuove frontiere - al confine tra ciò che sapevo e ciò che non sapevo - che da tempo desideravo esplorare: i miti della creazione, la tavola periodica, la geometria di Euclide, gli scritti di Kandinsky, la questione del suono e di colore, gli steli di erba selvatica in un prato, le forme del paesaggio". La title track "Elements" incarna questa esplorazione della crescita organica. L'apertura inizia con piccoli gesti discreti: il "battito cardiaco" del basso e della chitarra elettrica. Questo gradualmente si costruisce attraverso ondate di energia man mano che ogni elemento si sviluppa, incorporando alla fine la piena, epocale forza dell'orchestra d'archi (registrata sull'album dalla Amsterdam Sinfonietta). Questo arrangiamento di piano solo rimane fedele all'impressione originale, con ogni strato che cresce dai frammenti di apertura. L'esclusiva base musicale di accompagnamento supporta il solista e riproduce la stessa energia rinvigorente della registrazione dell'album, fornendo la possibilità di approfondire la musica e immergersi in un'esperienza davvero esaltante. Il loop della tastiera di apertura di "Night" forma l'identità della canzone, che si sviluppa gradualmente con dolci ritmi incrociati dal pianoforte, mescolati con ricche armonie e frammenti degli archi. Per la prima volta nella sua carriera in previsione dell'uscita dell'album, Einaudi ha reso disponibili le partiture per pianoforte di due tracce, "Elements" e "Night", complete delle basi musicali originali gratuite. L'artista ha inoltre discusso i temi di "Elements" in un podcast del settembre 2015 con The Mouth Magazine.

## Tracce
1. Petricor – 6:35
2. Night – 5:32
3. Drop – 5:01
4. Four Dimensions – 4:43
5. Elements – 6:06
6. Whirling Winds – 5:59
7. Twice – 5:22
8. ABC – 3:06
9. Numbers – 4:36
10. Mountain – 6:14
11. Logos – 6:24
12. Song for Gavin – 3:19

Durata totale: 62:57
Deluxe Edition
1. Drop Variation – 3:49
2. Elements Variation – 3:40
3. Twice Variation – 5:26

Durata totale: 12:55

## Classifiche
| Classifica (2015) | Posizione massima |
| ----------------- | ----------------- |
| Austria           | 23                |
| Belgio (Fiandre)  | 5                 |
| Belgio (Vallonia) | 29                |
| Francia           | 101               |
| Germania          | 17                |
| Italia            | 5                 |
| Paesi Bassi       | 6                 |
| Portogallo        | 22                |
| Regno Unito       | 12                |
| Spagna            | 44                |
| Svizzera          | 16                |